# Conservadorismo na Alemanha
O Conservadorismo na Alemanha tem abrangido uma ampla gama de teorias e ideologias nos últimos trezentos anos. Entretanto, a maioria das teorias conservadoras históricas apoiaram a estrutura política hierárquica/monárquica.

## Tendências conservadoras históricas
Durante o período pré-revolucionária Vormärz, o rótulo "Conservadorismo" uniu movimento informal de forças políticas e intelectuais sem qualquer organização partidária comparável aos Tories britânicos. A tradição de teóricos conservadores como Justus Möser (1720–1794) opunha-se a tendências do Iluminismo e aos ideais da Revolução Francesa.
Enquanto muitos dos teóricos conservadores são rotulados como ""Românticos políticos" (mais notavelmente Carl Schmitt, ele mesmo um conservador), ao menos quatro tendências são distinguíveis antes de 1945:
- Conservadores românticos status quo ante, que queriam restaurar o medieval tal como era antes da Revolução Francesa. Teóricos notáveis são Novalis, Friedrich Schelling, Karl Ludwig von Haller e Adam Müller.
- Jornalismo conservador defende o status quo do Sistema de Metternich (a Restauração) e Conservadorismo nacionalista. Teóricos notáveis incluem Friedrich von Gentz, Friedrich Schlegel e Ernst Moritz Arndt.
- Escritos conservadores em defesa da monarquia (constitucional) na Alemanha incluem os teóricos Hegel, Stein e Friedrich Julius Stahl.
- O Movimento Revolucionário Conservador e radicais pré-nazistas, tais como Arthur Moeller van den Bruck, Oswald Spengler (adicionando pessimismo e conservadorismo cultural) e Carl Schmitt.

Também incluídos estão o romantismo anti-iluminismo de Friedrich Nietzsche, o conservador realpolitik e estadismo de Otto von Bismarck e o monarquismo antirrepublicano do Partido Popular Nacional Alemão (DNVP) durante a República de Weimar.

## Bismarck
O pensamento conservador desenvolveu-se ao lado do nacionalismo na Alemanha, culminando na vitória da Alemanha sob a França na Guerra Franco-Prussiana, a criação do unificado Império Alemão em 1871, e a simultânea ascensão ao poder do Chanceler Otto von Bismarck. O modelo de política exterior de "balanço de poder" de Bismarck manteve a paz na Europa por décadas no fim do século XIX. Seu "conservadorismo revolucionário" foi uma estratégia conservadora de construção do estado projetada para fazer alemães comuns—não apenas sua própria elite Junker—mais leais ao Estado e o imperador. Ele criou o moderno estado de bem-estar na Alemanha nos anos 1880. De acordo com Kees van Kersbergen e Barbara Vis, sua estratégia foi:
garantir direitos sociais para realçar a integração de uma sociedade hierárquica, para forjar um vínculo entre trabalhadores e o Estado tão como para fortalecer o último, para manter as tradicionais relações de autoridade entre grupos sociais e de status, e para providenciar um contrabalanceante poder contra as forças modernistas do liberalismo e socialismo.
Bismarck também decretou o sufrágio masculino universal no novo Império Alemão em 1871. Ele tornou-se um grande herói para os conservadores alemães, que ergueram muito monumentos em sua memória após deixar o cargo em 1890.
Após as Revoluções de 1848, os partidos conservadores foram representados em várias assembleias Landtag dos estados alemães, particularmente na Landtag Prussiana, e após 1871 também no parlamento Reichstag do Império Alemão. Os conservadores prussianos, principalmente latifundiários Leste Elbianos (Junker), que tinham sido céticos em direção a Unificação da Alemanha promovida pelo Ministro-presidente Bismarck, reorganizaram a si mesmos dentro do Partido Conservador Alemão. No Reichstag eles tinham que encarar a rivalidade da secessão Livre Conservadora, qual compreendia líderes da elite burocrática bem como magnatas de negócios renanos, que tinham apoiado as políticas de Bismarck do início.
Durante o tempo de Bismarck no cargo, conservadores alemães mais e mais voltaram-se para o estatismo e paternalismo no ascendente conflito entre liberalismo econômico, como promovido pelos Nacionais Liberais, e o Movimento Operário representados pelo Partido Social-Democrata. Eles apoiaram as Leis Antissocialistas do Chanceler mas também fortemente abraçaram a implementação de um seguro social (pensões, seguro de acidentes, cuidado médico) que estabeleceu o terreno para o estado de bem-estar alemão. Da mesma forma, políticos conservadores apreciaram a aplicação do que eles chamaram interesses nacionais durante a Kulturkampf contra a Igreja Católica e o Partido de Centro. Embora as políticas domésticas de Bismarck não tenham prevalecido contra seus oponentes, eles fortaleceram ainda mais o poder do estado.
Ao mesmo tempo entretanto, a influência do parlamente sob aquelas políticas orientadas permaneceu limitada. Sufrágio universal (para homens) tinha sido implementado já na eleição do Reichstag de 1867 da Confederação da Alemanha do Norte, mas os MPs tinham poucos poderes legislativos. O governo alemão permaneceu responsável apenas ao Imperador e o Chanceler usou para governar por maiorias alternativas. Não até os últimos dias da I Guerra Mundial uma reforma parlamentar foi levada adiante, instigada pelo Oberste Heeresleitung (Supremo Comando do Exército) em visão da derrota alemã. Tendenciada por interesses particulares e reservada em direção a partidos políticos defendendo uma ideologia ou visão em geral, os conservadores alemães até então não tinham sido hábeis para instalar um pega-tudo no sentido de um Partido popular.

## República de Weimar e opressão nazista
O Conservadorismo na Alemanha foi abalado pela perdida Guerra Mundial e a Revolução Alemã de 1918–1919. Os pensadores da Revolução Conservadora, uma reação para o lapso da já uma vez venerada tradição monárquica, esforçaram para um inventivo realinhamento (nova ordem mundial) baseada em contínuos princípios, enquanto no tardio anos 1920, o DNVP, sob o barão da imprensa Alfred Hugenberg voltou em direção a políticas nacionalistas de extrema-direita, culminando na cooperação com o Partido Nazista na véspera do Machtergreifung em 1933. Vários políticos conservadores como Hugenberg a si mesmo, Franz von Papen e Konstantin von Neurath se tornaram membros do Gabinete de Hitler, alguns como Franz Seldte mesmo juntaram-se ao NSDAP.
Durante o período do governo nazista; todos os outros partidos políticos, incluindo os conservadores, foram proibidos. A "revolução nacional" dos nazistas tinha a prioridade e as mudanças racistas e sociais na sociedade alemã não foram permitidas para ser detidas pelas forças conservadoras de "reação" (Reaktion, ver Horst-Wessel-Lied), como por instância o católico, cristão-democrático Zentrum e os monarquistas prussianos. Vários oponentes conservadores do regime nazista como o anterior Chanceler Kurt von Schleicher ou Edgar Julius Jung foram assassinados durante a Noite das Facas Longas em 1934. Notáveis conservadores foram—após um período de pacificação do Reich nazista—envolveram a Resistência Alemã, mais notavelmente no atentado de 20 de julho.

## Conservadorismo moderno
Após a II Guerra Mundial, o Conservadorismo na Alemanha tinha que lidar com a experiência de totalitarismo e seu próprio envolvimento. Seus protagonistas finalmente adotaram os ideais de uma democracia (Rechtsstaat) constitucional liberal, e em vez eliminaram a si mesmos como um separado poder político.
Na moderna Alemanha, a União Democrata-Cristã (CDU) pós-guerra, junto com a União Social-Cristã na Bavaria (CSU) afirmam representar todas as formas de conservadorismo na Alemanha. Novos estabelecimentos nacionais conservadores como o Partido Alemão não duraram, enquanto até hoje há remanescem alguns partidos marginais para a direita do CDU e CSU, dificultados em distinguir dos partidos de extrema-direita, p.e. Os Republicanos. Existem também movimentos marginais para restaurar a Monarquia Alemã, mais notavelmente Tradition und Leben. Durante o movimento estudantil alemão do tardio anos 1960, políticos CDU/CSU chamaram para um "estado forte" e a restrição de direitos individuais em ordem para colocar fim aos distúrbios.
Notáveis modernos teoristas conservadores ("tecnocratas") incluíram Ernst Jünger (1895–1998) e seu irmão Friedrich Georg Jünger (1898–1977), Hans Freyer (1887–1969), Helmut Schelsky (1912–1984), e Arnold Gehlen (1904–1976). Eles enfatizaram a subjeção de decisões políticas para as circunstâncias determinadas por uma tecnologicamente avançada civilização, negando afirmações ideológicas para superar a alienação social, qual poderia permanecer uma ilusão apenas advogada por demagogos.

## Desenvolvimentos recentes
Como a maioria dos partidos políticos na Alemanha, o CDU (o CSU em uma extensão menor) tem voltado para políticas centristas após a unificação alemã. Isso tem levado para uma ênfase sob liberalismo econômico e justiça social (na tradição do ensinamento social católico) comparado para firmar posições conservadoras. Entretanto, a afirmação "conservadora" do partido apresenta permanentemente um termo irídico não definido, oscilando entre manifestação social e nacional.
Desde que o chanceler da Alemanha Ocidental Helmut Kohl formou um governo de coalizão do CDU e o liberal Partido Democrático Liberal (FDP) em 1982, ambos partidos têm muitas vezes sido frequentemente referidos para como pertencendo para uma maior facção de centro-direita (bürgerlich, "cívico") dentro do sistema partidário alemão. Entretanto, essa distinção tem sido criticada por negligenciar não apenas as tendências liberais, mas também tendências conservadoras dentro de partidos de "esquerda" como os Sociais Democratas (Seeheimer Kreis) ou Os Verdes.